# 宗座外方傳教會
宗座外方傳教會（拉丁文：Pontificium Institutum pro Missionibus Exteris，P.I.M.E.）是一个由献身传教事业的司铎和平信徒组成的社团。

## 歷史
宗座外方傳教會（P.I.M.E.）的前身分别是米蘭的「郎巴地外方傳教修院」(又稱米蘭會)、及羅馬的「羅馬宗座外方傳教修院」。
1850年，拉馬索諦主教（A.Ramazzotti）及北意大利郎巴地省所有的主教在教宗庇護九世的鼓勵下，於米蘭建立的「郎巴地外方傳教修院」。那修院是方便當地教區神父或教友接受訓練，向外教人傳福音。「米蘭會」成立不久，首批傳教士便於一八五八年來港，包括當時還是神父的高主教 (T.Raimondi）。當時英國剛在香港開展殖民管治，米蘭會會士跟方濟會士和中國聖職人員合作，最初是服務海外天主教團體，如商船上的船員、葡萄牙團體和英軍等，後來開始到香港島和中國大陸的鄉村傳福音。
1874年，阿凡詩尼蒙席（P.Avanzini）在教宗庇護九世的要求下，於羅馬建立了「羅馬宗座外方傳教修院」。1926年，教宗庇護十一世把上述兩個抱有同一宗旨的團體聯合起來，成為「宗座外方傳教 會」，意語：Pontificio Istituto Missioni Estere, 「 P.I.M.E.」Pontifical Foreign Missions Institute

### 香港
宗座外方傳教會首批傳教士於1858年來到香港，高主教為香港教區首位主教。往後香港四位主教亦是宗座外方傳教會成員。白英奇主教為香港教區最後一位宗座外方傳教會的主教。直至1969年，香港教區交由本地聖職人員負責，徐誠斌主教是本地首位國籍主教。白英奇主教回意大利退休。
一八八八年傳教會建立了目前的聖母無原罪主教座堂 (香港)，開辦本地修院，並於一九三一年開辦華南總修院。為配合人口增長，傳教會不斷興建新聖堂，如一八七二年開聖若瑟堂；一八七九年在般咸道開聖心堂（它於一八九二年由聖安多尼堂替代）；在一九零五年開玫瑰堂；在一九二五年開聖瑪加利大堂；在一九三二年開聖德肋撒堂；在一九三七年開聖方濟各堂，此堂於一九五六年重建。到了五十至六十年代，天主教徒人數激增，教會在市區建設了更多的聖堂和小堂這還未計算內陸地區建設的聖堂。
此外，宗座外方傳教會曾於香港辦學，並先後於1960年與1965年，開辦聖瑪加利書院的小、中學部。然而，該校已於1984年交還予天主教香港教區，其後兩部陸續停辦。

## 現況
宗座外方傳教會在孟加拉国、巴西、柬埔寨、喀麦隆、几内亚比绍、香港、印度、象牙海岸、日本、墨西哥、缅甸、巴布亚新几内亚、菲律宾、台湾和泰国等地开展传教事工。